# Carl Bildt
 Ikke at forveksle med Carl Bildt (1850-1931).
Nils Daniel Carl Bildt (født 15. juli 1949) er en svensk liberalkonservativ politiker og diplomat, der var Sveriges statsminister fra 1991 til 1994 og Sveriges udenrigsminister fra 2006 til 2014. Han var partileder for partiet Moderaterne fra 1986 til 1999.

## Biografi

### Baggrund og tidlig karriere
Bildt er tipoldebarn af den tidligere statsminister og rigsmarskal, friherre Gillis Bildt (1820–1894) af adelsslægten Bildt, som oprindelig er dansk, og stadig tilhører den danske adel. Han er født i Halmstad i Halland som søn af Daniel Bildt og Kerstin Andersson-Alwå. Hans bror og eneste søskende, Nils Bildt, blev født den 29. april 1952. Bildt tog studentereksamen på Östra Real, og under lærerstrejken 1966 tog han kommandoen og udnævnte sig selv til ajungeret rektor, for at undervisningen kunne fortsætte trods strejken. 
- Gift med Kerstin Zetterberg (1974-75).
- Gift med Mia Bohman (d. af tidl. statsråd og partileder Gösta Bohman) (1984–97). Børn: Gunnel (f. 1989), Nils (f. 1991)
- Gift med den italienske grevinde Anna Maria Corazza.(1998-)  Børn: Gustaf (f. 2004)
- Studerer ved Stockholms universitet uden at tage eksamen.
- Ordførende i  Fria Moderata Studentförbundet (1973–74).
- Politisk sekretær i Moderata samlingspartiet (1973–76).
- Sagkyndig i samordningformål i regeringen (1976–78)
- Statssekretær i regeringens samordningskanslier (1979–81). I rigsdagen var Bildt sit partis udenrigs- och sikkerhedspolitiske ekspert.

I 1983 rejste Bildt til USA og diskuterede sikkerhedspolitiske spørgsmål med blandt andre repræsentanter for CIA. Dette førte til hård kritik fra Olof Palme, eftersom Sverige var involveret i en diplomatisk noteudveksling med Sovjetunionen angående den daværende Ubådskommissions konklusioner. Bildt forsvarade sin handlemåde og fik støtte af Moderaterne; historien bidrog til at gøre Bildt til en velkendt offentlig person.

### Statsminister, FN-observatør og udenrigsminister
I 1986 blev han valgt som partileder i Moderata samlingspartiet, og efter valget i 1991 dannede han en koalitionsregering med de tre andre borgerlige partier. Denne regering arbejdede for svensk EU-medlemskab, som blev en realitet i 1995. Efter valgnederlaget i 1994 blev Bildts regering afløst af en socialdemokratisk mindretalsregering. Efter endnu et dårligt valg i 1998 gik Bildt af som partileder. 
I 1995 overtog Bildt stillingen som EU's specialobservatør i det tidligere Jugoslavien, senere som viceformand for Dayton-fredskonferencen i november 1995 og som FN's observatør i Bosnien-konflikten fra december 1995 til juni 1997. Fra 1999 til 2001 var han FNs specialobservatør for Balkan.
I oktober 2006 gjorde han comeback i svensk politik, da han blev udenrigsminister i Fredrik Reinfeldts regering. Han afgik sammen med denne i oktober 2014.